# Nardia
Nardia ist eine Moosgattung der Ordnung Jungermanniales. Sie ist nach dem italienischen Abt Stanislaus Nardius (*geb. als Vinzenzo Nardi) (ca. 1676–1730), einem der Sponsoren für Pier Antonio Michelis Genera Plantarum.

## Merkmale
Die Pflanzen tragen rundliche Flankenblätter. Die Laminazellen der Flankenblätter haben dreieckige Verdickungen in den Ecken. Pro Zelle kommen zwei bis drei große Ölkörper vor. Die Unterblätter sind lanzettlich bis spießförmig. Der Fuß des Sporogons ist in eine Ausstülpung des Stämmchengewebes, das sogenannte Perygynium eingesenkt.

## Systematik
Nardia ist eine Gattung der Familie Jungermanniaceae. Weltweit gibt es etwa 17 Arten, fünf davon kommen in Europa vor:
- Nardia breidleri
- Nardia compressa
- Nardia geoscyphus
- Nardia insecta
- Nardia scalaris

## Belege
- Jan-Peter Frahm, Wolfgang Frey, J. Döring: Moosflora. 4., neu bearbeitete und erweiterte Auflage (UTB für Wissenschaft, Band 1250). Ulmer, Stuttgart 2004, ISBN 3-8001-2772-5 (Ulmer) & ISBN 3-8252-1250-5 (UTB).